# Rhyacophila yullha
Rhyacophila yullha är en nattsländeart som beskrevs av Schmid 1970. Rhyacophila yullha ingår i släktet Rhyacophila och familjen rovnattsländor. Inga underarter finns listade i Catalogue of Life.